# 韋承慶
韋 承慶（い しょうけい、640年 - 706年）は、唐代の官僚・政治家。字は延休。本貫は鄭州陽武県。

## 経歴
韋思謙の子として生まれた。若くしてつつしみ深く、継母に仕えて孝行で知られた。弱冠にして進士に及第し、雍王府参軍に任じられた。雍王府の文章は全て承慶の筆になるもので、修辞の美しさで当時にもてはやされた。太子司議郎に累進した。儀鳳4年（679年）5月、皇太子李賢が監国を命じられると、承慶は皇太子が身分の低い側近たちと馴れ合っていることを諫めた。また「諭善箴」を作って皇太子に献上した。また「霊台賦」を書いてかれの志を広めた。
調露2年（680年）、皇太子李賢が廃位されると、承慶は烏程県令として出された。長寿年間、鳳閣舎人に累進し、掌天官選事を兼ねた。承慶は文章を作るのが早く、軍事や国政の大事であっても、筆を下すやいなや書き上げたので、草案を必要としなかった。ほどなく大臣の意に逆らって、沂州刺史として出された。ほどなく旧職にもどされ、以前のように掌天官選事をつとめた。長らくを経て、病のため免官され、太子諭徳に転じた。のちに豫州・虢州などの刺史を歴任し、声誉と功績で知られた。長安初年、入朝して司僕寺少卿となり、天官侍郎に転じ、修国史を兼ねた。承慶は天授年間以来、三度天官の選挙の事務を管掌し、人事の公平なことで称揚された。長安4年（704年）、兼修国史のまま、鳳閣侍郎・同鳳閣鸞台平章事（宰相）に昇った。神龍元年（705年）、承慶は張易之・張昌宗兄弟についていたことから罪に問われ、高要県尉に左遷された。1年あまりして、辰州刺史に起用された。赴任しないうちに、入朝して秘書員外少監となり、修国史を兼ねた。ほどなく『則天実録』を編纂した功により、扶陽県子の爵位を受けた。また「則天皇后紀聖文」を作った。中宗に称賛され、銀青光禄大夫の位を加えられた。まもなく兼修国史のまま黄門侍郎に任じられた。神龍2年（706年）11月19日、任を受けないうちに死去した。享年は67。礼部尚書の位を追贈された。諡は温といった。
子の韋長裕は膳部員外郎となった。

## 伝記資料
- 『旧唐書』巻88 列伝第38
- 『新唐書』巻116 列伝第41
- 大唐故黄門侍郎兼修国史贈礼部尚書上柱国扶陽県開国子韋府君墓誌銘并序（韋承慶墓誌）